# Massacre d'El Porvenir
Le massacre d'El Porvenir, dans la prison de cette municipalité du Honduras, a fait 68 ou 69 morts et 39 blessés le 5 avril 2003.

## Déroulement des événements
L'émeute aboutissant au massacre débute le matin du 5 avril 2003 vers 9 h,. A l'issue de l'émeute et après intervention des forces de l'ordre pour reprendre le contrôle de la prison, un nombre de détenus, variant entre 68 et 69, est recensé,.
Le procès consécutif à cet événement a lieu en mars 2008.
Une autre émeute aboutissant à la mort de 86 personnes a lieu dans la même prison en 16 mai 2004.

## Analyse postérieure
La première version de l'événement décrivait des membres de gangs qui auraient tué d’autres prisonniers avant de se barricader puis de mettre le feu pour se suicider alors que la police arrivait pour contrôler la situation. 
Mais le rapport de la commission d'enquête a révélé qu'il s'agissait en fait d'un des massacres les plus graves de l'histoire des prisons dans le monde. 51 des victimes ont été tuées par les forces de police, les soldats, les gardiens et quelques prisonniers soutenant les gardiens. Ces victimes étaient membres de Mara 18, un gang redouté. Le rapport déclare : « Il n'est pas vrai que la police a ouvert le feu pour faire cesser une émeute, comme certains ont pu le dire, ils ont fait feu sur un groupe bien défini de la population carcérale. » Selon certaines sources, il s'agirait d'une politique d'extermination des gangs à grande échelle.
La prison d'El Porvenir avait une capacité de 200 détenus et en contenait 550.